# Comber
Comber (em irlandês: an Comar, significando "a confluência") é uma pequena cidade no condado de Down, Irlanda do Norte. Ela está localizada nas margens do lado Strangford no leste do país. Sua população de acordo com o censu de 2011 era de 9.078. Um de seus mais famosos habitantes foi Thomas Andrews, engenheiro do RMS Titanic, que nasceu na cidade em 1873.